# مسجد كلية الحسين
مَسْجِدُ كُليةِ الحُسَين (بالإنجليزية: Al-Hussein College Mosque)‏ أحد المساجد القديمة في العاصمة الأردنية عمّان، سمي مسجد كلية الحسين بهذا الاسم؛ نسبة إلى كلية الحسين الثانوية التي تقع بجانبه والتي تأسست عام 1949 للميلاد. يقع المسجد في جبل الحسين وتحديداً في شارع خالد بن الوليد، تأسس في عهد الملك الحسين بن طلال عام 1971 للميلاد.
أسس المسجد بمساحة 130 متراً مربع، أما في عام 1981 للميلاد تمت توسعة المسجد فأصبحت مساحة المسجد 350 متراً مربع، كان إمام المسجد حينها بشير الكيلاني -رحمه الله- وهو من عمل على توسعة المسجد.

## الموقع
يرتاد المسجد العديد من الأشخاص كطلاب المدارس والجامعات والمعلمين؛ لأن المسجد يتوسط منطقة مدارس وجامعات، فمن أهم المدارس التي تقع بجانبه كلية الحسين الثانوية التي سمي المسجد باسمها، والتي تعد من أقدم المدارس وأعرقها في عمّان، ومن أهم الجامعات التي تقع حوله كلية عمان الجامعية والتي تبعد عنه ما يقارب 100 متر، والتي تعد من أقدم المعاهد وأعرقها في المملكة الأردنية الهاشمية حيث أُسست الكلية عام 1951م.يقع المسجد في منطقة مرتفعة والإمكان رؤية مئذنته من جبل الجوفة، ومن جبل القلعة، ومن جبل اللويبدة.

## أقسام المسجد
يتكون المسجد من ثلاثة أقسام:
القسم الأول وهو القسم الداخلي وهو القسم الرئيسي في المسجد وتبلغ مساحته 130 متر مربع ويتسع لمئة وثلاثين مصلي وهو القسم الوحيد الذي كان في المسجد حين أُسس.
يقام في هذا القسم جميع الصلوات الخمس، وتقام فيه أيضاً خطبة وصلاة الجمعة، وتقام فيه أيضاً حلق الذكر وتعلم القرآن الكريم.
يحتوي القسم على محراب بني من الحجر القديم، كتب في أعلاه (وأن المساجد لله فلا تدعوا مع الله أحدا).
أما القسم الثاني فهو دار القرآن الكريم التي أسسها إمام المسجد الشيخ: محمد الحاج عيد -حفظه الله- عام 2004 للميلاد.
تبلغ مساحتها 60 متر مربع وتتسع لستين مصلي، تقام فيها إفطارات رمضانية للصائمين في شهر رمضان المبارك، وتقام فيها أيضاً حلقات تعلم القرآن الكريم وأحكام تجويد.
أما القسم الثالث هو القسم الخارجي، القسم الأكبر في هذا المسجد، حيث تبلغ مساحته 150 متر مربع، ويتسع لمئة وستين مصلي تقام فيه صلاة الجمعة عند ازدياد عدد المصلين.

## مرافق المسجد ومكوناته

### المكتبة
تقع المكتبة في الطابق الثاني من المسجد أسسها الإمام القديم بشير الكيلاني -رحمه الله- عام 1982 للميلاد.
تبلغ مساحتها 150 متر مربع، تحتوي المكتبة على آلاف الكتب القيمة والمفيدة.
وتقام فيها أحيانا ندوات ومحاضرات دينية.

### مئذنة المسجد
يعلو المسجد مئذنة يبلغ ارتفاعها 30 متر عن سطح الأرض بنيت من الحجر القديم وبني داخلها درج حلزوني للصعود إلى أعلاها.
ويمكن من خلالها رؤية العديد من المناطق في العاصمة عمّان، فمن الجهة الشرقية تظهر جبل القصور، أما من الجهة الغربية فيظهر جبل عمان، وجبل اللويبدة، والعبدلي، أما من الجهة الشمالية فيظهر جبل النزهة، وجبل الحسين، أما من الجهة الجنوبية فيظهر جبل الجوفة، وجبل القلعة.

## الصور

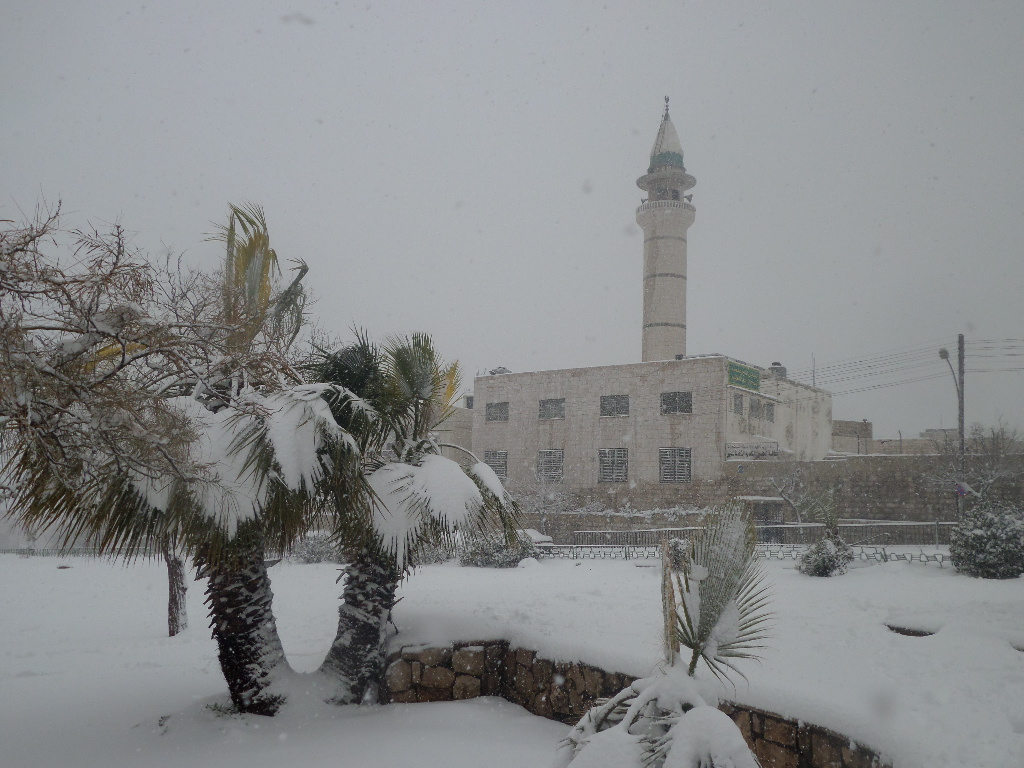
المسجد تغطيه الثلوج
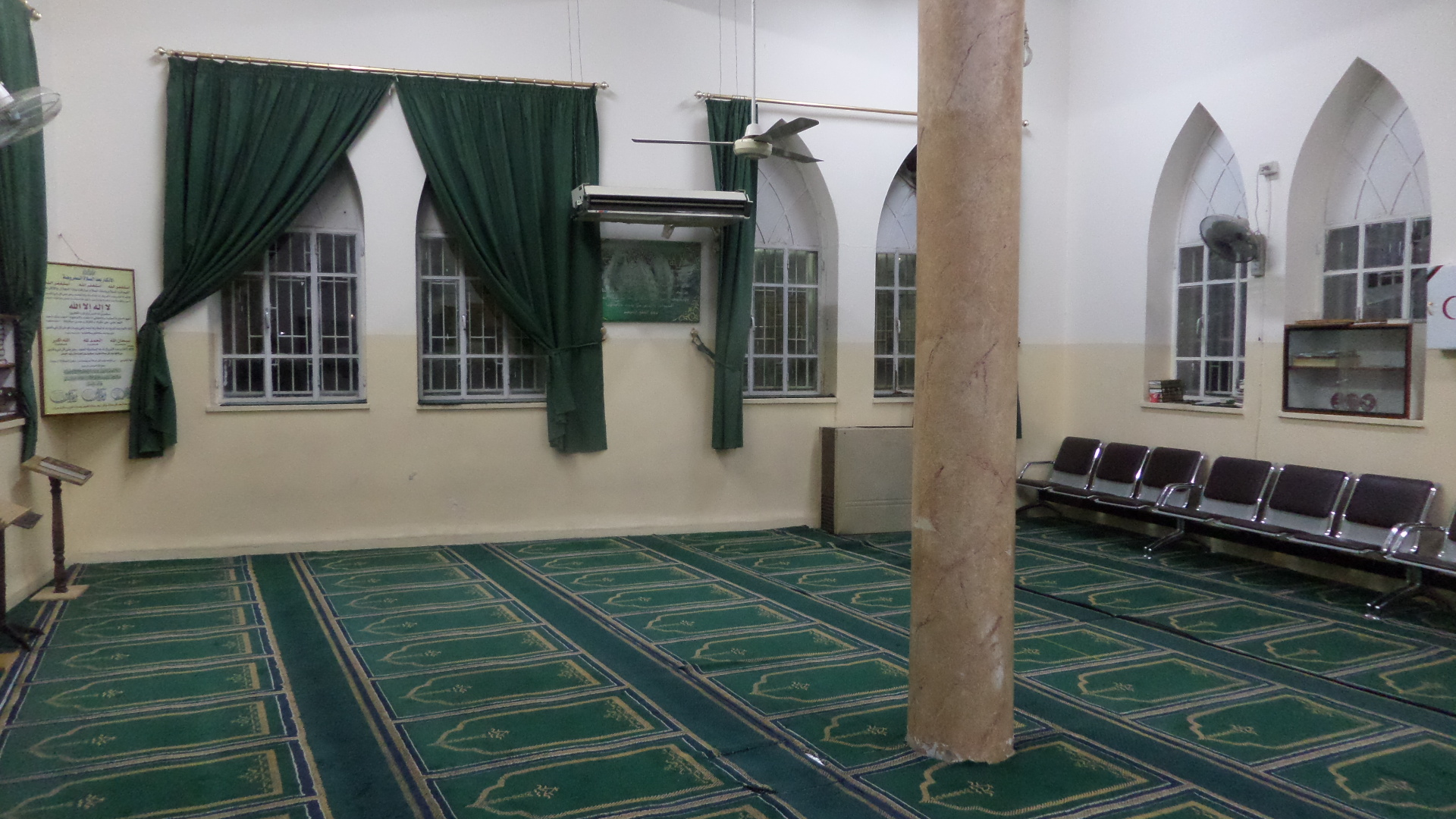
من داخل المسجد
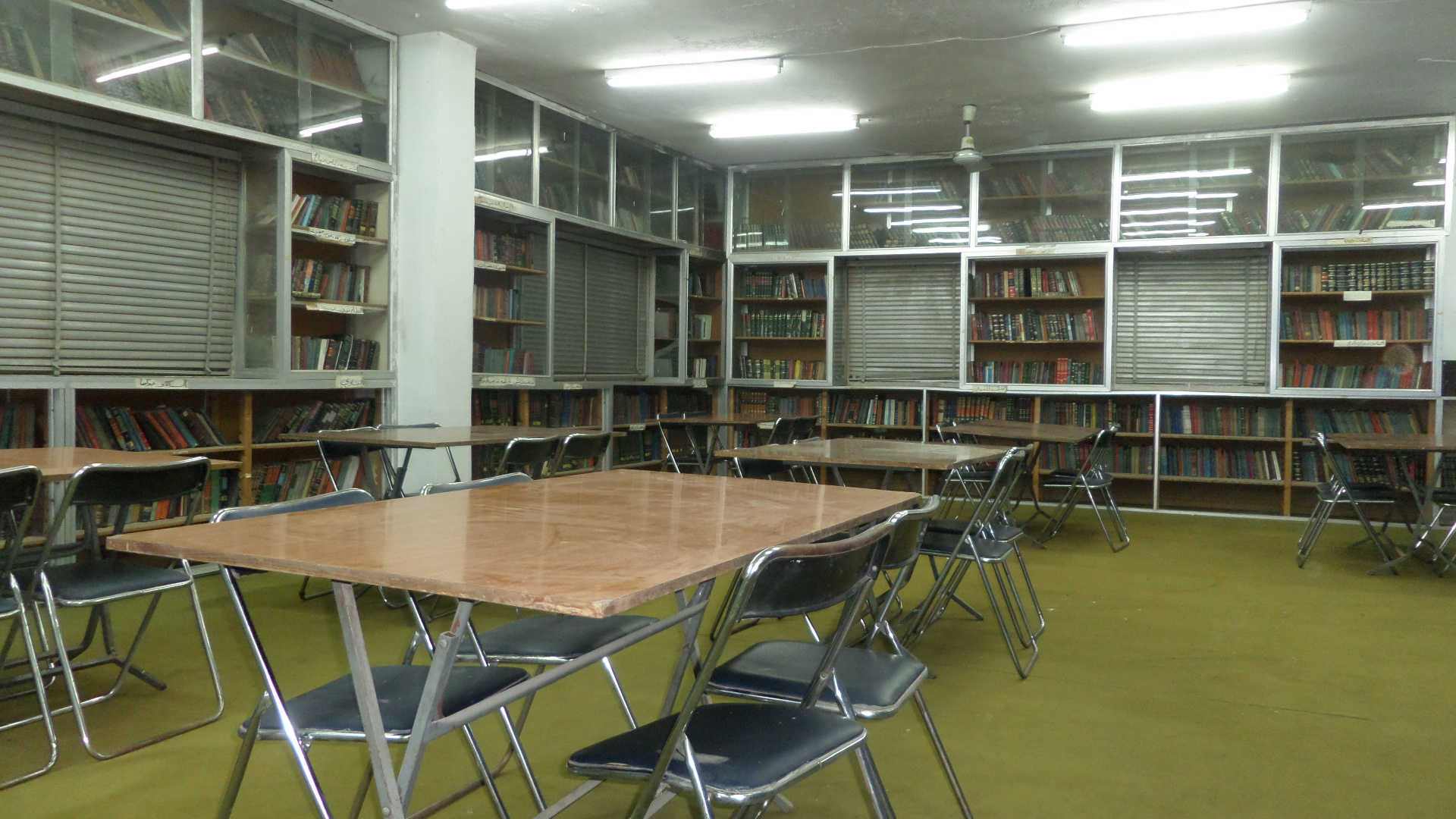
مكتبة المسجد
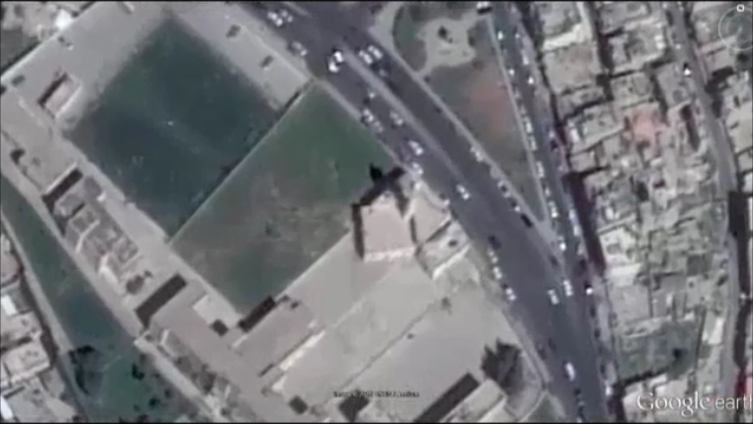
صورة للمسجد من الجو